# Villa Atamisqui
Villa Atamisqui är en kommunhuvudort i Argentina.   Den ligger i provinsen Santiago del Estero, i den norra delen av landet, 900 km nordväst om huvudstaden Buenos Aires. Villa Atamisqui ligger 124 meter över havet och antalet invånare är 2 683.
Terrängen runt Villa Atamisqui är mycket platt. Runt Villa Atamisqui är det mycket glesbefolkat, med 4 invånare per kvadratkilometer.. Det finns inga andra samhällen i närheten.
Trakten runt Villa Atamisqui består i huvudsak av gräsmarker.